# Герб Венесуэлы

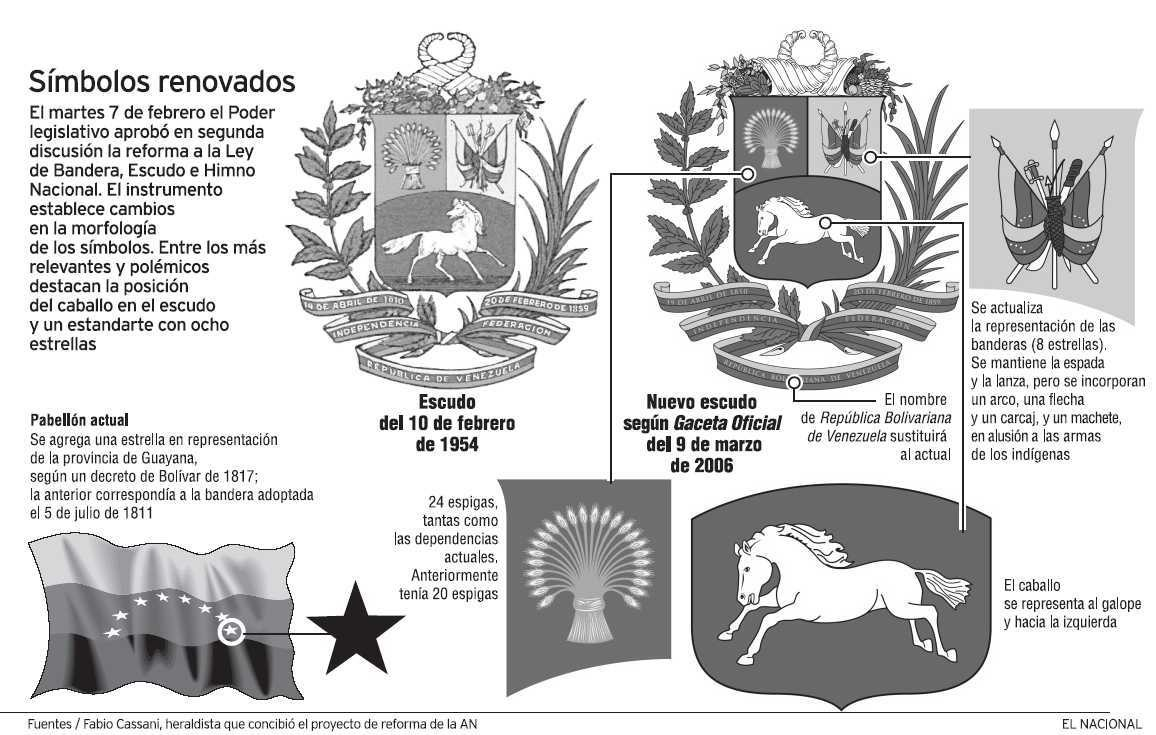
Венесуэльская газета El Nacional, 12/03/2006

Нынешний герб Венесуэлы был впервые утверждён Конгрессом 18 апреля 1836 года и с ходом времени претерпел некоторые изменения.

## Элементы герба
Согласно принятому 17 февраля 1954 года Закону о государственном флаге, гербе и гимне, щит герба делится на поля, окрашенные в цвета национального флага. Сноп ржи, расположенный в алом поле, символизирует сельское хозяйство страны, плодородие её почв, богатство народа и национальное единство Венесуэлы, а его 24 колоса соответствуют числу входящих в неё штатов. В жёлтом поле расположено оружие (меч, сабля и три копья) и два национальных флага, связанных ветвью лавра, напоминают о славных победах в освободительной борьбе и о достижении независимости. В основании, в тёмно-синем поле белый конь, скачущий по бескрайним просторам (по одной версии — это дикий конь, по другой — личный конь Симона Боливара), олицетворяет свободу.
Над щитом — два скрещённых рога изобилия, извергающих богатство, представляют природные богатства Венесуэлы и её процветание. Щит обрамляют оливковая и пальмовая ветви, перевязанные лентой в цвета национального флага (жёлтый — изобилие нации, синий — океан, отделяющий Венесуэлу от Испании, алый — кровь и храбрость народа). Золотыми буквами на синей полосе нанесены следующие слова:
19 апреля 1810 года — Независимость.
20 февраля 1859 года — Федерация.
Республика Венесуэла.
В марте 2006 года Национальная ассамблея одобрила проект Уго Чавеса по изменению национальных флага и герба. На новом гербе конь бежит с опущенной головой в другую сторону; по словам президента, мысль о реформе герба ему внушила его дочь Росинес, которой казалось, что конь оглядывается назад. Критики Чавеса связывают разворот геральдического коня с «левыми» политическими взглядами президента. Со строго геральдической точки зрения, раньше конь двигался влево, а после изменений стал бежать вправо.
Также к гербу были прибавлены мачете (символ крестьянского движения во время борьбы за независимость) и лук со стрелами, обозначающий коренные народы Венесуэлы, сопротивлявшиеся испанским колонизаторам. Также количество колосьев увеличилось. Теперь их 24 (символизируют 23 штата и, вероятно, Гайану-Эссекибо).

## История герба
Герб страны с 1830 года представлял круг с изображением ликторского пучка в окружении двух рогов изобилия, а с 1836 года приобрёл вид, подобный современному. С 1864 года, после введения федеральной системы, сноп в первом поле гербового щита стал изображаться не сплошным, а состоящим из двадцати колосьев — по числу штатов страны.
В 1905—1930 годах герб отличался от нынешнего тем, что сноп был белым на жёлтом поле и состоял из семи колосьев по числу первоначальных провинций, второе поле гербового щита было красным, а не жёлтым, флагов в нём было два, а не три, и располагались флаги и сабли по-другому, а в третьем поле конь скакал по белой, а не зелёной траве.
В 1930 году герб был восстановлен в прежнем виде, а некоторые его мелкие стилистические детали были уточнены позднее. Цвета полей гербового щита соответствуют цветам полос флага.

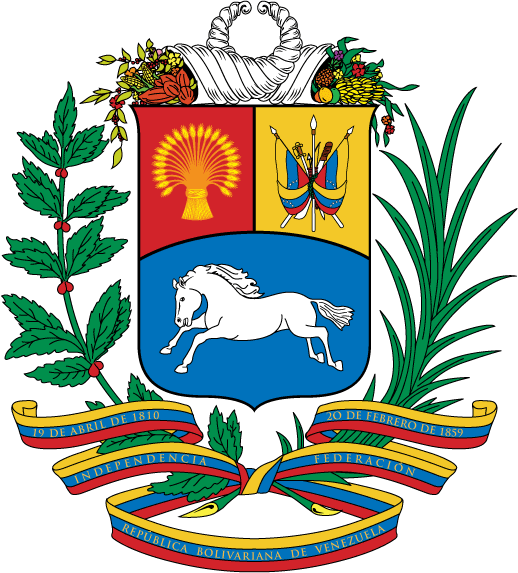
Венесуэльский герб сделанный от геральдист Фабио Чассани Пиронти (Fabio Cassani Pironti) 2006

|  | Герб Венесуэлы в 1864—1954 |
|  | Герб Венесуэлы в 1954—2006 |